# سارة ديفيس
سارة ديفيس هي لاعبة هوكي الجليد كندية، ولدت في 23 يونيو 1992 في Paradise, Newfoundland and Labrador ‏ في كندا.

## وصلات خارجية
- سارة ديفيس على موقع EliteProspects.com (الإنجليزية)